# Майк Старр
Майкл Крістофер Старр (англ. Michael «Mike» Christopher Starr; 4 квітня 1966 року, Гонолулу, Гаваї — 8 березня 2011, Солт-Лейк-Сіті, Юта) — американський рок-музикант, найвідоміший за участю в гранжовому гурті Alice in Chains.
Майк Старр розпочав кар'єру в 1982 році, ставши бас-гітаристом сіетлського глем-рокового колективу SATO. 1987 року приєднався до групи Alice in Chains, після чого брав участь у записі студійних альбомів Facelift і Dirt, які набули «золотого» статусу і принесли групі всесвітню популярність. 1993 року через розбіжності з іншими музикантами та менеджером Старр залишив гурт, а його місце зайняв Майк Айнез. Після короткочасної участі у проєкті Sun Red Sun, заснованому колишнім вокалістом Black Sabbath Реєм Гілленом, Старр надовго покінчив із музикою.
Протягом наступних років Старр боровся із наркотичною залежністю. Його неодноразово заарештовували за зберігання незаконних препаратів та інші правопорушення. 2010 року колишній музикант став учасником реаліті-шоу «Реабілітація зірок», де відомим людям допомагали подолати шкідливі уподобання. Після цього він ненадовго повернувся до нормального життя, але невдовзі знову розпочав вживати наркотики. 2011 року Стар помер від передозування лікарських препаратів. Подібно до іншого гранжового музиканта, вокаліста Alice in Chains Лейна Стейлі, який помер у 2002 році від передозування героїну та кокаїну, життя Майка Старра було зруйновано прихильністю до наркотиків.

## Біографія

### Ранні роки

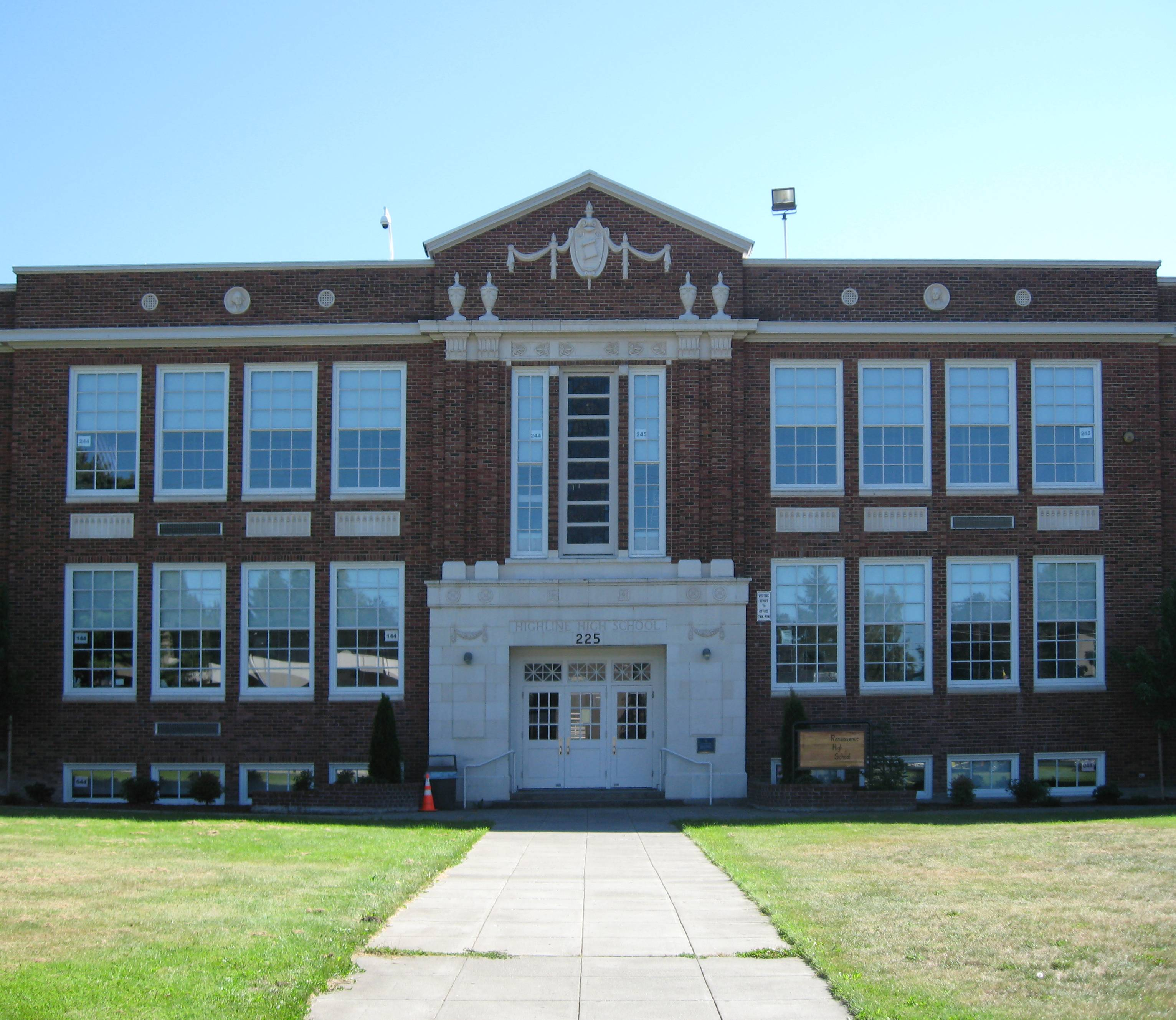
Школа Highline High School у Б'юрієні, в якій навчався Майк Старр

Майкл Крістофер Старр народився 4 квітня 1966 року в Гонолулу, столиці штату Гаваї, США, у сім'ї Джона та Гейл Старр. Через три роки з'явилася сестра Мелінда. Незабаром батьки розійшлися, і хлопчик залишився з батьком. Якийсь час Старр жив у Флориді, а в дев'ятирічному віці переїхав до Сіетлу, штат Вашингтон. Майк навчався у старшій школі Highline High School у Б'юрієні, неподалік аеропорту Сіетл/Такома, з дванадцяти років підробляючи мийником посуду в ресторанах IHOP. В нього швидко виросли вуса, тому він виглядав старше своїх років і з тринадцятирічного віку часто сидів у барах в Атлантік-Сіті, де працював батько, куди пускали лише вісімнадцятирічних. Алкоголь та марихуану Старр вперше спробував також рано.
Майк з дитинства мріяв стати рок-музикантом і не думав про інші професії. Першими кумирами юнака були Джимі Гендрікс і рок-гурт Van Halen. За власним зізнанням, музичний інструмент він вибрав шляхом виключення: «Спробував фортепіано: дуже складно. Спробував барабани: не сподобалося. Спробував співати: не вийшло. Спробував гітару та бас, і другий сподобався більше». Батьки підтримали прагнення сина та купили бас-гітару на дванадцятиріччя; за іншою версією, першу гітару Майк купив сам на зароблені миттям посуду гроші. В той самий час, вони скептично ставилися до можливості побудувати музичну кар'єру, а мама навіть жартома говорила синові, що готова оплачувати послуги психіатра: «Ти божевільний, якщо вважаєш, що зароблятимеш музикою на життя». У шкільні роки Старр став місцевою знаменитістю, тому що грав у справжній музичній групі та мав великий успіх у дівчат. Перший колектив Cyprus він створив разом з другом Полом Паркінсоном, запозичивши назву з Біблії. Гейл Старр зробила для сина футболки із символікою гурту. Пізніше музикантам знадобився новий барабанщик і вони знайшли заміну — Шона Кінні, який дав оголошення про пошук нового гурту в газеті. За словами Старра, Кінні грав круто, проте незабаром їх вигнали через занадто юний вік.
В шістнадцять років Майк Старр часто заглядав у сусідський гараж, де репетирували старші підлітки Кен Крамер та Дейв Дженсен. 1982 року разом із гітаристом Террі Хільдебрандом вони створили гурт SATO, назвавши його на честь однойменної пісні Оззі Осборна з альбому Diary of a Madman. Музиканти серйозно зайнялися репетиціями, практикуючись щодня, і невдовзі почали виступати у Сіетлі. Перший концерт відбувся 20 листопада 1982 року на конкурсі Battle of the Bands (англ. Битва груп) у скейт-парку Crossroads у Беллв'ю, де група здобула перемогу. Про SATO почали писати в місцевих газетах Hit Line Times та The Profile. Група дотримувалася глем-рокової стилістики, виступаючи в блискучих костюмах і створюючи театралізовані шоу з використанням піротехнічних ефектів. Пісня «Leather Warrior» (англ. Шкіряний воїн), записана в січні 1984 року в студії Triad Studios і охрещена Старром «найбільш гейською піснею у світі», потрапила в руки продюсеру Джеффу Гілберту, який працював над збіркою Northwest Metalfest. Попри юний вік музикантів SATO, Гілберт вирішив додати пісню в компіляцію: «Вони були просто дітьми. Намагалися використати потужні слова та образи, але навіть не розуміли сенсу того, про що говорили. Я не міг утриматись від сміху. Але вони були популярними, у них була маса дівчат-шанувальниць. І я подумав, що якщо додам їхню пісню до збірки, то вона добре продаватиметься». Альбом представляв кращі зразки молодих металевих груп Північного Заходу США і вийшов у 1984 році. Протягом кількох років SATO продовжували виступати на місцевій сцені, переважно виконуючи кавер-версії популярних пісень. Деякий час за групою спостерігав скаут з Atlantic Records, але контракт із лейблом так і не підписали через брак оригінального матеріалу. 1986 року Майк Старр залишив SATO і незабаром група остаточно розпалася.
Влітку 1987 року в Сіетлі з'явився новий рок-гурт Gypsy Rose, до складу якого увійшли вокаліст Тім Бреном, гітарист Брок Гро та барабанщик Майк Джерсема. Їм допомагали троє колишніх учасників відомих сіетлських колективів TKO та Q5, які виступали в ролі менеджерів та консультантів. Брок Гро навчався в одній школі з Майком Старром і запросив того стати бас-гітаристом. За словами Бренома, Gypsy Rose виконували глем-метал, схожий на творчість лос-анджелеського гурту Dokken, з вокалом у стилі Ронні Джеймса Діо. Незабаром керівники проєкт вирішили, що Гро не підходить групі, і замість нього запросили гітариста Джеррі Кантрелла. Кантрелл також пробув у Gypsy Rose недовго і пішов за кілька тижнів через творчі розбіжності. Незабаром схожа доля спіткала і Майка Старра, який покинув групу, не поділивши подругу з барабанщиком Майком Джерсемою. Тоді ж Майк Старр зустрів у торговому центрі Шона Кінні, з яким не бачився кілька років. З'ясувалося, що барабанщика вигнали з дому, і Майк запропонував знайомому оселитись у нього. Кінні порозумівся з мамою бас-гітариста, а пізніше почав зустрічатися з сестрою Меліндою, фактично, ставши частиною сім'ї Старров.

### Створення Alice in Chains

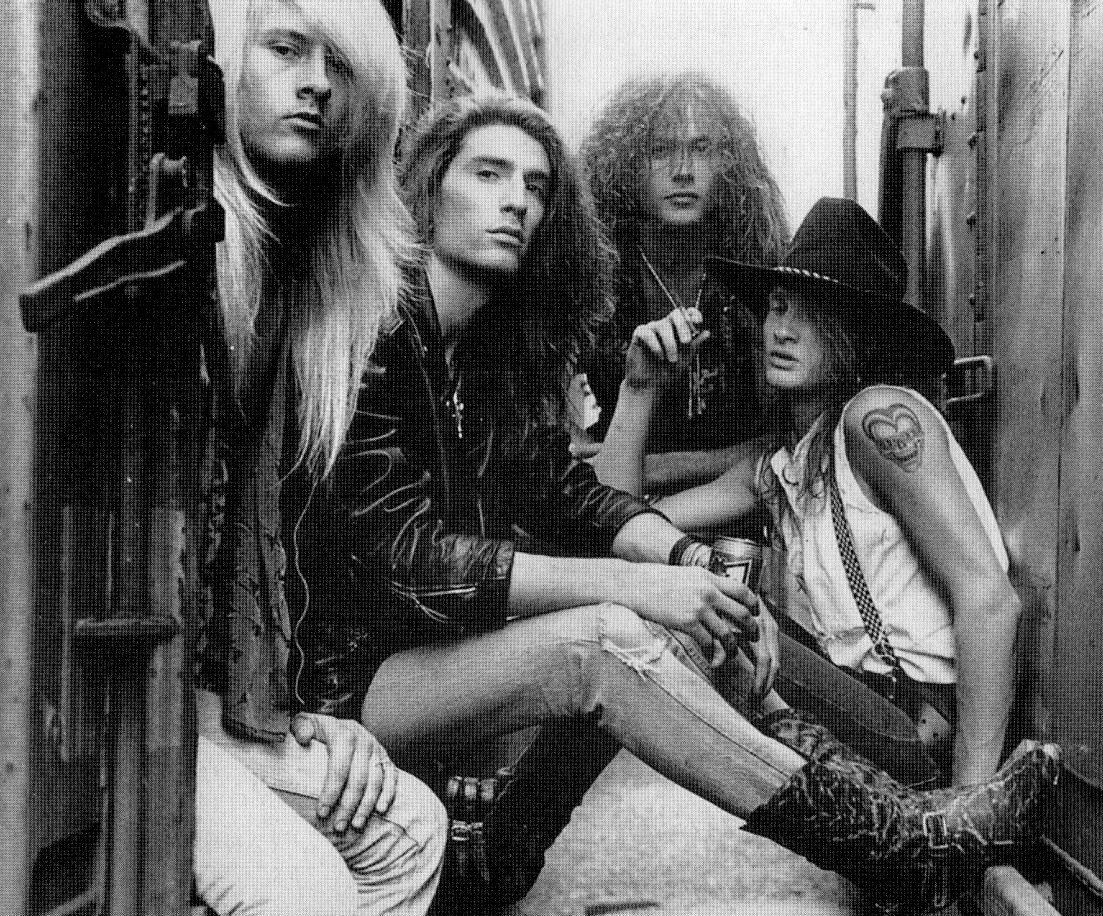
Alice in Chains в 1988: Джеррі Кантрелл, Шон Кінні, Майк Старр, Лейн Стейлі.

Наприкінці 1987 року Джеррі Кантрелл шукав музикантів для нового гурту. Його попередній колектив Diamond Lie розпався, оскільки інших учасників не влаштовувала провідна роль Кантрелла, який вигадував пісні самостійно; а в Gypsy Rose він не прижився через невідповідний стиль гітарної гри. Першим він згадав про барабанщика Шона Кінні, з яким перетинався кілька років тому. У Джеррі зберігся клаптик паперу з телефоном подруги Кінні й він зумів домовитися, щоб барабанщик прийшов до клубу Music Bank послухати демозаписи. Під час розмови Кантрелл зазначив, що для нової групи знадобиться бас-гітарист і запропонував кандидатуру Майка Старра. Кінні невимовно здивувався, оскільки зустрічався з сестрою Майка Меліндою і грав зі Старром у кількох групах з одинадцятирічного віку. Зрештою Шон умовив Майка прийти в Music Bank і вони стали репетирувати втрьох. Останнім до музикантів приєднався вокаліст Лейн Стейлі. Майк зустрічався з Лейном раніше за екстравагантних обставин. Кілька років тому, перебуваючи під кислотою, бас-гітарист не вигадав нічого кращого, ніж одягти купальний халат, спідню білизну, протисонцеві окуляри та ковбойські чоботи, і в такому вигляді приїхати на мотоциклі на пляж. Лейн пізніше зізнавався, що побачивши Майка вперше, подумав: «Ось чувак, з яким хочу бути в одній групі». Таким чином остаточно сформувався склад гурту, що згодом отримав назву Alice in Chains.
Гурт репетирував у клубі Music Bank аж до його закриття після поліційного рейду. Згодом музиканти почали шукати нове житло та оселилися у будинку, який здавав приятель матері Майка Боб Джефріс. Члена групи бракувало грошей, але вони справно платили орендну плату. Щонеділі вони приходили в гості до матері Майка Гейл Старр, а та щедро годувала друзів сина і давала їжу з собою. Як згадував Тед Берд, режисер-початківець, який запропонував групі зняти перше відео на пісню «Sea of Sorrow», у той час Майк Старр був надзвичайно приязний: «Він завжди кружляв навколо мене, коли я приходив до групи, і ставився, як до нерозлучного друга. […] Якщо ви хотіли добре провести час, Майк Старр був тим, хто вам потрібен». Старр також користувався неабиякою популярністю у дівчат. Звукоінженер Ронні Шампань згадував, що проходячи повз будинок групи бачив, як подруги підіймалися до Майка одна за одною, щоб зайнятися сексом.
Бас-гітари та обладнання Майка Старра було куплено в магазині Seattle Music, що належав колишньому музикантові місцевої групи TKO Івану Шилі. Коли Alice in Chains вирушили до студії записувати дебютний альбом, з'ясувалося, що бас-гітара не звучала належним чином. Продюсер Дейв Джерден зателефонував Шилі та поскаржився на апаратуру. З'ясувалося, що Майк Старр викрутив регулятори на максимум, через що звук спотворювався. Шили налаштував обладнання потрібним чином, а щоб Старр знову щось не зіпсував, на підсилювачі вирізав ножем позначки напроти потрібних значень налаштувань.
Тоді ж почалося виявлятися безвідповідальне ставлення Старра до грошей та слави. За словами менеджера Alice in Chains Сюзан Сільвер, з бас-гітаристом постійно виникали проблеми: «Він думав, що якщо ви підписали контракт із великим лейблом, то можете смітити грошима ліворуч і праворуч. Інші хлопці чудово усвідомлювали, що отримані гроші — це ваші гроші, і від того, як ними розпорядитеся, залежить, скільки залишиться в кінці».
Випустивши дебютний альбом, який отримав назву Facelift, музиканти вирушили у повноцінне концертне турне. Під час гастролей Майк Старр вирізнявся п'яними витівками. Так, виступаючи з групою Extreme, одного разу його вирвало на ударну установку. Іншим разом після закінчення виступу Extreme він застрибнув на акустичну систему і повалив її за 15 хвилин до виходу іншої групи на сцену. На концерті в Нюрнберзі його так дістали місцеві глядачі, що він плювався в натовп під час виступу. Проте, за словами знайомого Старра Майка Джордана, музикант насолоджувався тим, що зумів стати відомим музикантом. Його заповітною мрією, згіднозіз шкільним щоденником, було стати рок-зіркою і виступати разом із Van Halen. Мрія збулася, коли Alice in Chains запросили грати на розігріві у Van Halen у турі містами Північної Америки з серпня 1991 по січень 1992 року. Дізнавшись про це, Майк Старр посеред ночі зателефонував гітаристу SATO Кену Крамеру: «Чувак, не можу довго говорити. У мене телефон подруги і я у ванній кімнаті. Ми відкриватимемо концерти Van Halen! Чувак, я тебе так люблю! … Я зараз збираюся всіх обдзвонити, поки вона мене не знайшла».
Під час турне з Van Halen у житті музикантів Alice in Chains вперше з'явився героїн. За словами отця Майка Старра, з цим наркотиком товариша сина Лейна Стейлі познайомила подруга вокаліста Демрі Перрот. Якось скінчився кокаїн, який вони регулярно вживали, і натомість Демрі дістала героїн. Як пізніше зізнавався Лейн Стейлі, після першої дози він став навколішки та подякував за це Богові. Сам Майк у цей період, попри дружні стосунки з вокалістом, утримувався від вживання важких наркотиків.

### На вершині слави
Навесні 1991 року Alice in Chains ненадовго вирушили до студії London Bridge, де працювали над записом пісень, придуманих для фільму Кемерона Кроу «Одинаки». Новим матеріалом стали переважно акустичні композиції, що не підходили хеві-металевому іміджеві групи. Сесія запам'яталася декількома примітними моментами за участю Старра. Для початку, коли звукоінженер Джонатан Плам вперше зустрівся з бас-гітаристом, той зізнався, що був під екстазі починаючи з минулої ночі. Крім того, в процесі роботи Старр захотів перезаписати басову партію, до цього виконану гітаристом Джеррі Кантреллом, тому що навсправжки турбувався, що мама почує пісню і зрозуміє, що це не він грав. Ще один кумедний інцидент стався наприкінці сесії, коли музиканти виконали жартівливу пісню «Love Song», обмінявшись інструментами, а Старр зіграв на гітарі. Зрештою, записані пісні вийшли у вигляді мініальбому Sap.
У 1992 році Alice in Chains розпочали записувати другий повноцінний альбом в лос-анджелеської студії One on One. Майк Старр зажадав, щоб у студію знову прилетів Іван Шили та допоміг із басовими партіями. У той час Лос-Анджелес охопили масові заворушення через вирок, винесений темношкірому Родні Кінгу, тому Шілі відмовлявся прилітати, поки його не вмовив менеджер групи Келлі Кертіс. В аеропорту його повинен був зустрічати Майк Стар, але так і не з'явився в призначений час. Розгніваний Шилі поставив бас-гітаристу ультиматум: або той припиняє розважатися з дівчатками та зав'язує з наркотиками, або він негайно відлітає назад. У Старра не залишалося вибору, і він погодився на поставлені умови. Удвох вони прослухали демоверсії пісень з альбому та підібрали партії бас-гітари для кожної з них, за винятком уже готової «Would?». Крім написання музичних партій, Шилі налаштував для Старра педаль ефектів. У студії Старр використав білу бас-гітару Spector, а також підсилювач Ampeg SVT, які у поєднанні з гітарним ефектом і визначили фірмове звучання басу на новій платівці.
Під час запису альбому між бас-гітаристом та іншими членами гурту почали виникати конфлікти. Якось Старр наслідував приклад Лейна Стейлі та закрився разом з ним у ванній, але коли вийшов звідти після прийнятої дози, його вирвало на підлогу студії. Після цього з'ясувалося, що Старр спробував героїн уперше. Розбіжності посилилися, коли Майк Старр почав наполягати на включенні до альбому своєї пісні «Fear the Voices». Бас-гітарист вимагав, щоб продюсер приділяв їй багато часу, тому що хотів заробити після публікації. Старр так носився з цією піснею, що її назвали «мертвою мишею Майка Старра». «Ніби дитина приносить мертву мишу в школу, показує всім, піклується про неї, а вона брудна і таке інше, і ніхто більше не хоче її бачити» — згадував продюсер Дейв Джерден. Джеррі Кантреллу та Шону Кінні пісня не подобалася, і єдиним, хто підтримував Старра, був Лейн Стейлі. Однак коли Старр, що знаходився напідпитку, вчергове прослухав пісню і вирішив зателефонувати Стейлі, щоб той приїхав у студію і перезаписав партію, терпець вокаліста урвався: він кинув трубку і більше не торкався пісні. «Fear the Voices» так і не потрапила на платівку, але вийшла через кілька років у складі бокс-сету Music Bank. Новий альбом Alice in Chains отримав назву Dirt і, випущений на хвилі інтересу до гранжу, приніс групі величезну популярність: піднявся на шосте місце в хіт-параді Billboard 200 і незабаром став «золотим».

### Конфлікт з Alice in Chains
Ще під час туру з Van Halen Майка Старра спіймали на тому, що він додавав багато імен до списку запрошених на концерти, а отримані безплатні квитки або перепустки для проходу за куліси перепродував. Сам Старр пояснював це тим, що на вторговані гроші купував наркотики для Лейна Стейлі, проте гітарний технік Ренді Біро був іншої думки: «Лейн не потребував того, щоб хтось діставав для нього наркотики. Потрібні люди приходили самі». Після виходу другого альбому Alice in Chains вирушили у тривалий концертний тур та проблеми зі Старром продовжували накопичуватися. Слідом за Лейном Стейлі бас-гітарист почав вживати важкі наркотики. Одного разу він помилково проковтнув відбілювач, який використовувався для стерилізації шприців, після чого потрапив до лікарні і кілька концертів довелося скасувати. Ставлення Старра до музичних обов'язків також погіршилося, він почав пропускати репетиції. За словами Сюзан Сільвер, бас-гітарист почав бути небезпечним для групи: «У нього була фантастична мама, яка всіляко намагалася допомогти, але він постійно потрапляв у халепу. У групи виникали проблеми із законом, пов'язані з наркотиками або незаконним продажем квитків. Він займався цим із батьком і це могло призвести до того, що на групу стануть дивитися криво». Зрештою, решта членів групи вирішила розлучитися зі Старром.
Оскільки Alice in Chains перебували в концертному турі, їм терміново була потрібна заміна. На місце Старра прийшов Майк Айнез із гурту Оззі Осборна, знайомий музикантам Alice in Chains за спільними виступами. Фінальний концерт Майка Старра у складі групи відбувся 22 січня 1993 року у бразильському Ріо-де-Жанейро. Після виконання завершальної пісні Старр зійшов зі сцени у сльозах. На той час наркотична залежність музиканта досягла критичної позначки. Ще до концерту під час польоту на гелікоптері Старру стало погано і його знудило. Крім того, після виступу він прийняв дозу спочатку з Куртом Кобейном, а потім з Лейном Стейлі, і в результаті втратив свідомість. Прокинувшись, він побачив Стейлі, що плакав, і дізнався, що був мертвий протягом одинадцяти хвилин. Коли оголосили про те, що Майк Старр залишає Alice in Chains, це було обставлено у вигляді його особистого бажання залишити групу на якийсь час. Майк Айнез був представлений як тимчасова заміна, але вже через кілька місяців став повноцінним учасником групи, а Старр більше в неї не повертався. У біографії Старра на сайті Alice in Chains було написано, що «Майк Старр досяг вершини гори, після чого відійшов від справ».

### Подальша доля
Залишивши Alice in Chains, Майку Старру було важко повернутись до звичайного життя. Він ображався на групу, вважав, що не заслуговував на таку долю, і не спілкувався з іншими музикантами, за винятком Лейна Стейлі. Крім того, він так і не міг припинити вживати наркотики. Майк намагався продовжити кар'єру і в 1993 році приєднався до рок-групи Sun Red Sun, заснованої колишнім вокалістом Black Sabbath Реєм Гілленом (ходили чутки, що це сталося за допомогою менеджера Alice in Chains Сюзан Сільвер). Проєкт проіснував недовго, оскільки Гіллен захворів на СНІД і помер 3 грудня 1993 року, а група розпалася.
В 1994 Майк Старр вирушив на лікування до клініки Lakeside-Milam Recovery Center. Там він познайомився з іншим пацієнтом Джейсоном Буттіно, який спочатку не знав, що спілкується із рок-зіркою. Старр познайомив Буттіно з батьками, вони потоваришували та в середині 1990-х почали жити разом. Бас-гітарист зав'язав із музикою, але продовжував вживати наркотики. За оцінкою Буттіно, Старр вживав до п'яти грамів героїну на день, що обходилося в середньому в 500 доларів щодня.
До проблем із наркотиками в середині 1990-х років у Старра додалися неприємності із законом. 12 квітня 1994 року його заарештували в аеропорту Х'юстона, коли він намагався вкрасти чужий багаж. Після затримання з'ясувалося, що Старр був під дією наркотиків; крім того, у нього знайшли марихуану та інші заборонені препарати. В результаті Старр провів 90 діб у техаській в'язниці в Гаррісі. Через кілька років — 5 травня 2003 року — під час перельоту з Лос-Анджелеса в Солт-Лейк-Сіті Майка Старра та його батька Джона викрили у вживанні наркотиків на борту літака. Спочатку Майк провів пів години в туалеті, що викликало підозри у стюардів, а потім вони помітили, як Джон Старр намагався зробити синові укол. Співробітники авіакомпанії повідомили про інцидент адміністрації аеропорту та після приземлення обох Старрів затримала поліція. Після обшуку у них у багажі знайшли героїн та приладдя для вживання наркотиків, і заарештували обох. Майк визнав себе винним у незаконному зберіганні героїну та його випустили під заставу. Вирок повинен був бути винесений 25 серпня 2003 року, але Старр так і не з'явився до суду на розгляд справи.
Ще наприкінці 1990-х Майк Старр познайомився з журналістом Джоном Бренданом, і вони почали обговорювати спільні проєкти. Після виходу бокс-сету Alice in Chains Music Bank у Старра виникла ідея випуску відеокліпу на власну пісню «Fear the Voices». Він зібрав кілька десятків відеозаписів і за допомогою Брендана надіслав їх керівництву групи, але проєкт так і не був доведений до завершення. Натомість Брендан втілив у життя іншу ідею Старра, опублікувавши біографію музиканта.
36-й день народження — 4 квітня 2002 року — Майк Старр провів разом з Лейном Стейлі. Він заглянув додому до старого друга і той зізнався, що був важко хворий: крім наркотичної залежності, у Стейлі виявили гепатит C. Обидва були «під кайфом» — Майк вживав бензодіазепіни, а Стейлі — суміш героїну та кокаїну, відому як спідбол. Лейн переконував друга, що бачив напередодні загиблу наречену Демрі Перрот. Зрештою, Лейну стало гірше і Майк запропонував викликати швидку, але Стейлі вмовив не робити цього і пригрозив, що більше не буде з ним розмовляти. Почувши це, Майк розгнівався і, всупереч вмовлянням друга, покинув будинок Стейлі. Останнє, що він почув від Стейлі, це слова «Не йди ось так. Тільки не це». За два тижні тіло Стейлі було знайшла поліція, яку викликала мати, стурбована тривалою відсутністю новин від сина. З'ясувалося, що Стейлі помер від передозування наступного дня після розмови з Майком Старром, і той, мабуть, був останнім, хто бачив Стейлі живим. Майк Старр був присутній на похороні Стейлі разом з іншими музикантами гурту, а також Сюзан Сільвер та її чоловіком Крісом Корнеллом.

### «Реабілітація зірок»

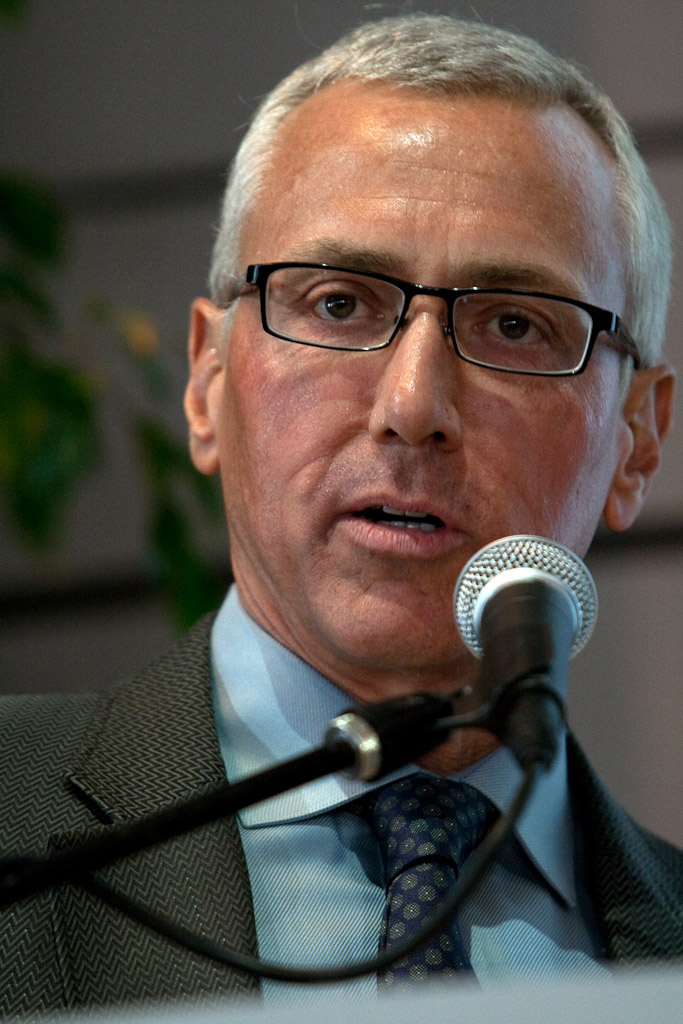
— відомий американський терапевт, фахівець із боротьби з наркозалежністю, пов'язаною з рок-н-рольним способом життя. З 2008 року на телеканалі VH1 транслювалось реаліті-шоу «Реабілітація зірок із доктором Дрю»

У січні 2010 року Майк Старр повернувся на телевізійні екрани, ставши учасником реаліті-шоу Celebrity Rehab with Dr. Drew (англ. Реабілітація зірок з доктором Дрю). У дебютному епізоді Старр зізнався, що вирушав на лікування до клініки близько тридцяти разів. Він також відчував провину за те, що покинув Лейна Стейлі одного того злощасного дня, тоді як Стейлі раніше врятував його життя. Крім Мелінди та Гейл Старр, на передачі з'явилася мати Лейна Стейлі Ненсі Маккалум, яка підтримала Майка у боротьбі зі згубною звичкою та розповіла іншим учасникам, як це — втратити сина-наркомана. Як і інші учасники шоу, під час знімання Майк Старр пройшов через 21-денний курс інтенсивної терапії, що містила як бесіди з доктором Дрю, так і нестандартні способи лікування, включаючи музикотерапію. У завершальній серії третього сезону, що вийшла 4 березня 2010 року, Майк Старр висловив сподівання, що зможе остаточно зав'язати з наркотиками.
Колишні колеги Старра по Alice in Chains несхвально висловилися про цей телевізійний проєкт. Гітарист Джеррі Кантрелл зізнався, що не дивився шоу, побажав Майку Старру якнайшвидшого одужання, але розкритикував саму передачу: «Я думаю, що це просто пародія і їм має бути соромно поміщати людей у ситуацію, де вони найбільш уразливі, і розважати цим глядачів». Барабанщик Шон Кінні підтримав Кантрелла: «Вони експлуатують людей, коли їм гірше над усе, коли вони не в собі. Але найгірше, що з цього роблять розвагу, хоча насправді це питання життя та смерті. Не думаю, що це допомагає комусь. Просто спроба зіграти на тому, що люди знаходяться на межі смерті, а насправді — безглузде і жалюгідне видовище».
Після участі у Celebrity Rehab Майк Старр ненадовго повернувся до нормального життя. Музикант взяв участь у спінофі телешоу під назвою Sober House (англ. Будинок непитущих). Він повернувся на сцену, виступивши разом із юними музикантами «Школи року» Пола Гріна на концерті в голлівудському Театрі Генрі Фонди, де виконав «Man in the Box» та кілька пісень Kiss. Під час інтерв'ю на радіостанції Loveline Старр заявив, що співпрацює з гітаристом Іггі Попа Уайті Кірстом і нещодавно написав одинадцять нових пісень. Бас-гітарист також записав разом із філадельфійською співачкою Лейаною кавер-версію пісні Sonic Youth «Kool Thing».

### Смерть
На початку 2011 року Майк Старр переїхав до Солт-Лейк-Сіті, щоб розпочати роботу в новій групі разом з колишнім вокалістом Days of the New Тревісом Міксом. Попри спроби зав'язати з наркотиками, позбавитися шкідливої звички йому так і не вдалося. Про це стало відомо 17 лютого 2011 року, коли поліція зупинила мікроавтобус Мікса за порушення дорожньої розмітки. Під час розмови по рації офіцер помітив у Майка Старра підозрілий пухирець, у якому знайшли таблетки оксиморфону та алпразоламу. Крім того, розкрилися подробиці порушень Старра, датованих 2003 роком, і його знову посадили до в'язниці Солт-Лейк-Сіті. Пізніше музиканта відпустили, оскільки хтось вніс за нього необхідну суму застави.
Останні 24 години життя Старр провів разом із Тревісом Міксом та його дружиною Мікаелою. 7 березня 2011 року він відвіз сімейну пару до сусіднього Орема, де тим видали рецепт на метадон. Відомо, що протягом дня Майк дзвонив нареченому сестри, а також залишив голосове повідомлення знайомому постачальнику марихуани, зізнавшись, що відчайдушно потребує наркотиків. Повернувшись додому, він слухав музику і намагався заснути. Подружжя Міксів провело ніч у приготуванні до поїздки, яка планувалася наступного дня. Вранці 8 березня вони заглянули до Старра, який виглядав сонним, але був свідомий. Водій так і не приїхав вчасно, тож вони лягли спати. Прокинувшись близько години дня, Мікси зазирнули до Майка і побачили, що той лежав непритомний на ліжку поруч із ноутбуком, одягнений у футболку та шорти. Сусіди зателефонували до власника будинку Спенсера Роддена і той викликав поліцію. Співробітники поліційної та пожежної служби констатували смерть музиканта. За відсутності видимих причин загибелі, вони опитали сусідів і власника будівлі, і ті розповіли, що Майк регулярно приймав суміш метадону і діазепаму. Офіцери також зв'язалися з матір'ю Старра, яка розповіла, що син не мав проблем зі здоров'ям, за винятком підвищеного рівня занепокоєння, викликаного у тому числі арештом місячної давності.
Смерть Старра вразила його знайомих та колишніх колег. На сайті Alice in Chains була опублікована офіційна заява: «Джеррі та Шон сумують про втрату друга і просять ЗМІ поважати їхнє приватне життя, а також приватне життя сім'ї Майка в цей важкий час. Їхні думки та молитви звернені до сім'ї Майка». Співчуття в соціальних мережах висловили безліч відомих рок-музикантів, серед яких Стівен Адлер, Метт Сорум і Слеш (Guns' Roses), Ніккі Сікс, Майк Портной, а також знайомі Старра по шоу Celebrity Rehab Маккензі Філіпс та Ліза Д'Амато, доктор Дрю Пінскі та менеджер Дженніфер Хіменес. Згідно із заповітом Старра, душоприказницею стала мати Гейл Старр. Деякі предмети, що належали йому, були заповідані як подарунки, а інші порівну розподілені між батькамитаі сестрою. Попри відсутність у поліції підозр у насильницькій смерті, похорон було відкладено на кілька тижнів, щоб провести медичні тести. Згідно з офіційним токсикологічним звітом, причиною смерті стало передозування лікарських засобів. В організмі виявили ксанакс та алкоголь. Після смертей учасників програми Celebrity Rehab Майка Старра та Джеффа Конауея на початку 2012 року телеканал VH1 призупинив знімання шоу.
20 березня 2011 року в Сіетлі відбулася приватна поминальна церемонія, що відбулася у місцевому музеї Experience Music Project. Відразу за нею в Сіетлському центрі неподалік Міжнародного фонтану відбулася публічна церемонія прощання зі Старром, у якій взяли участь рідні та близькі музиканта. На сцені демонструвалися фотографії Старра, а також епізоди шоу Celebrity Rehab за його участі; також була виставлена його незмінна біла бас-гітара Spector. Своїми спогадами ділилися шкільні друзі Майка, доктор Дрю Пінскі та засновник реабілітаційного центру в Пасадіні Майк Блум, гітарист SATO Кен Крамер, наречена загиблого від наркотиків сіетлського музиканта Ендрю Вуда Ксана Ла Фуенте, лос-анджелесський промоутер Хеппенін Гарі, а також Джеррі Кантрелл та Шон Кінні. У своїй прощальній промові Кантрелл сказав: «Він був гарною людиною, зі світлою душею та великим серцем. Я колись чув від друга, який вже не з нами, що завжди варто прагнути залишатися людьми, і Майк точно був справжньою людиною. Він був моїм другом. Я люблю його і буду сумувати за ним».

## Музичний стиль
Майк Старр не відзначався високою технікою виконання; натомість брав агресивністю та натиском. Кен Крамер із SATO розповідав, що у групу Майка взяли лише тому, що той постійно приходив на репетиції старших підлітків і повторював, що вміє грати на бас-гітарі, поки ті не здалися. Тім Бренjv з Gypsy Rose теж відзначав, що Майк не був видатним бас-гітаристом, а відзначався хіба що високою популярністю у дівчат. Ще один сіетлський музикант Метт Фокс порівнював Старра з сержантом, якого цінували за те, що «навіть серед пустелі міг дістати траву, бензин і дівчаток». З усім тим, Іван Шили, який працював з бас-гітаристом під час запису альбому Dirt, відзначав його треш-металевий стиль, що став невіддільною частиною звучання Alice in Chains.
Хоча більшість басових партій вигадував зовсім не Стар, бас-гітарист прагнув їх творчого перероблення. Для першого альбому Facelift музику написав Джеррі Кантрелл, записавши демоверсії на чотиридоріжковий магнітофон, запрограмувавши барабани та наклавши на них бас-гітару, гітару та вокал; коли все було готове, гітарист показав кожному учаснику гурту, включаючи Старра, що потрібно грати. Для мініальбому Sap Кантрелл взагалі хотів залишити зіграні ним партії у фінальній версії пісень, але Старр втрутився і наполіг на тому, що виконає їх сам. Під час роботи над Dirt Старр разом з Іваном Шилі написали партії до всіх пісень, окрім «Would?», використовуючи як джерело натхнення пісні Led Zeppelin та Black Sabbath. Шили був технічнішим виконавцем, тому коли показував Старру потрібні ноти, той підлаштовував їх під себе: «Коли він вивчав мої партії, то не повторював їх точно. Він залишав з усіх нот, показаних мною, лише деякі, і саме вони ставали фінальною басовою партією».
Участь Старра у творчому процесі та написанні пісень була порівняно невеликою. На перших двох студійних лонгплеях та акустичному мініальбомі він став співавтором лише двох пісень: «It Ain't Like That» та «Rain When I Die». Джеррі Кантрелл так оцінював внесок музикантів: «Лейн писав багато … Майк намагався зберегти якнайбільше для себе і навіть Шон писав більше за нього». Єдина пісня, повністю написана Старром, вийшла у бокс-сеті Music Bank у 1999 році, вже після відходу бас-гітариста з гурту; нею стала «відбракована» під час сесій Dirt «Fear the Voices». В анотації до видання Джеррі Кантрелл написав, що запальна композиція не відповідала сумному настрою альбому: «Це була гарна пісня, але ми досягали вершин нашої похмурості».

## Інструменти та обладнання
У складі Alice in Chains Майк Старр найчастіше грав на білій бас-гітарі Spector. Цей інструмент нерозривно асоціювався з музикантом і навіть був виставлений на сцені на церемонії прощання зі Старром. Декілька бас-гітар Spector разом із підсилювачами Mesa Boogie дісталися Старру в подарунок від Майкла Ентоні після завершення концертного туру з Van Halen. Згодом він найчастіше використовував модель Spector NS-2, а також інструменти, що виготовлялися на фабриках у Чехії та Кореї. Вже після смерті музиканта, компанія Spector Basses випустила іменну бас-гітару Майка Старра, засновану на моделі Euro4LX. Робота над нею почалася ще за життя Старра, але закінчилася лише у 2015 році. Компанія випустила обмежену кількість інструментів з корпусом та грифом з клена, з підписом музиканта, фразою «1966 — Forever» (англ. 1966 - назавжди) і спеціальною інкрустацією у вигляді зірки на 12 ладу.
Для отримання характерного звучання бас-гітари на першому альбомі Facelift використовувалося обладнання, що відрізнялося від концертних виступів. Звукорежисер Ронні Шампань скептично ставився до концертного басового підсилювача, вважаючи, що той дає надто гучне звучання. Він вважав роль Старра у групі схожій на обов'язки ритм-гітариста, тому знімав чистий бас-гітарний звук за допомогою DI-боксу і пропускав через гітарний підсилювач. Крім того, для приспівів Шампань використав «старий трюк Джона Ентвістла» і дублював партії за допомогою шестиструнного баса, спеціально купленого продюсером Дейвом Джерденом. Під час запису другого альбому Dirt набір апаратури змінився. Бас-гітарі було виділено три доріжки: стандартна, з використанням басового підсилювача Ampeg SVT; ще одна з сигналом, пропущеним через педалі SansAmp та Ibanez Tube Screamer; остання доріжка містила партію бас-гітари, програну через ламповий підсилювач з ефектом хоруса.

## Пам'ять
Майк Старр став другим учасником оригінального складу Alice in Chains після Лейна Стейлі, який помер, так і не зумівши впоратися з багаторічною наркотичною залежністю. Учасники гурту, що залишилися в живих, що возз'єдналися у 2006 році з новим вокалістом, неодноразово віддавали шану пам'яті загиблим друзям. Під час концертного турне 2013 року Шон Кінні грав на барабанній установці, на яку були нанесені літери LSMS — ініціали Лейна Стейлі та Майка Старра. Виступаючи в Ріо-де-Жанейро, музиканти одягли футболки збірної Бразилії з футболу, а за їхніми спинами висіли футболки з прізвищами Стейлі та Старра. 2018 року вийшов черговий альбом Alice in Chains, присвячений музичній історії Сіетла. У пісні «Rainier Fog» (англ. Туман Рейніра) містилися рядки, присвячені Лейну Стейлі та Майку Старру: «Я безтілесний, я лише тінь того, чим був раніше. Ми з тобою ділимо простір, який залишається наполовину порожнім». Крім того, під час концерту у 2018 році Джеррі Кантрелл зізнався, що виконуючи пісню «Nutshell», вони завжди присвячують її своїм загиблим друзям.
У 2018 році стало відомо про те, що американський музикант Тім Бреном збирається випустити пісню «Eagles of Night» (англ. Нічні орли), присвячену Лейну Стейлі та Майку Старру. Колишній вокаліст гурту Gypsy Rose знав музикантів ще з часів заснування Alice in Chains та називав «орлами сіетлської музичної сцени». За словами Бренома, він мав намір записати пісню та зняти відеокліп, але зіткнувся з юридичними проблемами, пов'язаними з використанням імен музикантів. Протягом наступних років пісня так і не побачила світ.
На згадку про Старра з'явилася сторінка на Фейсбуці, яку стала вести Мелінда Старр. Сестру музиканта вразила та турбота, яку висловили шанувальники гурту після смерті Майка: «Прояви кохання та уваги, які ми (сім'я Майка) відчули за рік, були неймовірними. Брат зворушив серця багатьох участю у групі, що стояла біля джерел нового та крутого музичного жанру, а також своєю боротьбою. Яка завжди була дуже публічною, дуже реальною та, на жаль, дуже сумною. Брат був чудовим музикантом та дивовижною людиною. Все, чого він хотів, стати рок-зіркою, і я рада, що його мрія збулася. Alice in Chains були силою, з якою доводилося рахуватись… і Майк, безперечно, був частиною цієї сили. Приємно усвідомлювати, що я не одна, хто так думає».
У 2001 році вийшла книга Unchained: The Story of Mike Starr and His Rise and Fall in Alice in Chains (англ. Звільнений від ланцюгів: Історія Майка Старра, його зльотів і падінь в Alice in Chains), написана журналістом Джоном Бренданом. Автобіографічна книга була написана разом зі Старром, за мотивами інтерв'ю з музикантом, його друзями та родичами. Зокрема, вона містила власну версію подій, що відбулися зі Старром у дев'яності роки. 2015 року вийшло чергове видання книги Alice in Chains: Untold Story (англ. Нерозказана історія Alice in Chains) авторства Девіда де Соли. У ній містилася детальна біографія кожного члена групи, у тому числі інформація про останні дні Майка Старра, відновлена після вивчення архівних матеріалів та спілкування з рідними та близькими музиканта.

## Дискографія
- SATO — Northwest Metalfest[en] (1984)[69]
- Alice in Chains — We Die Young (1990)[70]
- Alice in Chains — Facelift (1990)[71]
- Alice in Chains — Sap (1992)[72]
- Alice in Chains — Dirt (1992)[73]
- Sun Red Sun[en] — Sun Red Sun[en] (1995)[74]
- Alice in Chains — Nothing Safe: Best of the Box (1999)[75]
- Alice in Chains — Music Bank (1999)[76]
- Alice in Chains — Live (2000)[77]
- Alice in Chains — Greatest Hits (2001)[78]
- Alice in Chains — The Essential Alice in Chains (2006)[79]
- SATO — Leather Warriors — Sato Anthology 82/86 (2017)[80]